# 1673 en science
| Années de la science : 1670 - 1671 - 1672 - 1673 - 1674 - 1675 - 1676    |
| Décennies de la science : 1640 - 1650 - 1660 - 1670 - 1680 - 1690 - 1700 |

Cet article présente les faits marquants de l'année 1673 en science.

## Événements

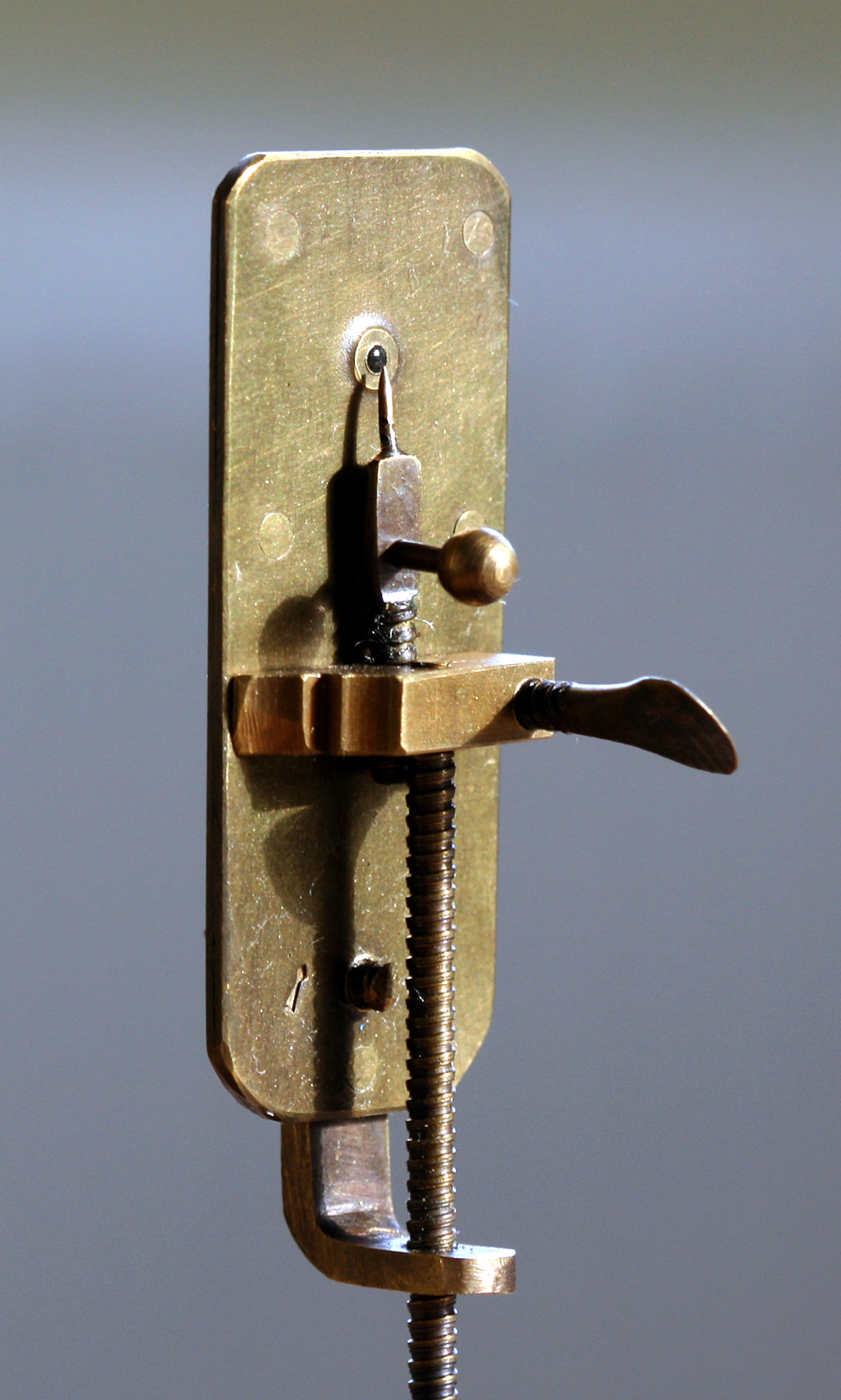
Réplique du microscope de Van Leeuwenhoek

- 3 février : Leibniz communique à Henry Oldenburg ses principaux résultats concernant le triangle harmonique[1].
- 28 avril : Antoni van Leeuwenhoek (1632-1723), un commerçant néerlandais et un scientifique autodidacte qui a perfectionné le microscope, commence à communiquer ses découvertes à la Royal Society[2],[3].
- Août : Methodus nova investigandi tangentes linearum curvarum ex datis applicatis, vel contra applicatas ex datis productis, reductis, tangentibus, perpendicularibus, secantibus, manuscrit de Leibniz qui fait usage d'une méthode générale pour la détermination des tangentes applicable à toutes les courbes[4] (série de l'arc tangente, publiée en 1682). De 1673 à 1675, pendant son séjour à Paris, il commence à développer sa théorie du calcul différentiel exposé en 1684 dans Nova Methodus pro Maximis et Minimist dans la revue des Acta Eruditorum[5].

## Publications

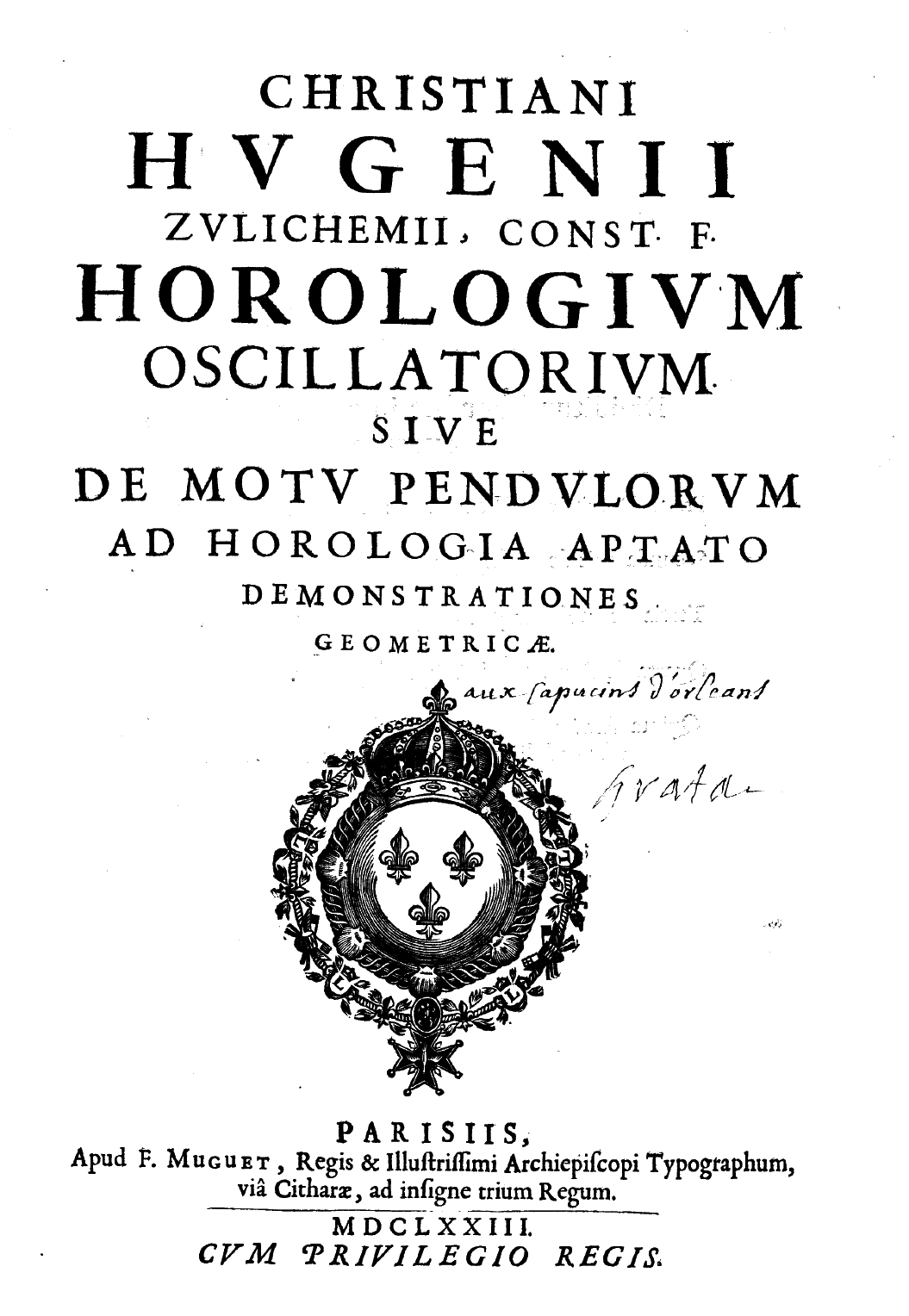
Christian Huygens, Horologium oscillatorium sive de motu pendulorum, 1673

- John Kersey : The Elements of Mathematical Art, commonly called Algebra.
- Christiaan Huygens : Horologium Oscillatorium, à Paris. Il traite de la force centrifuge et du moment d’inertie (théorème de Huygens). L’horloge à pendule est mise définitivement au point.
- Edme Mariotte : Traité de la percussion ou choc des corps.

## Naissances
- 10 août : Johann Conrad Dippel (mort en 1734), théologien, alchimiste et médecin allemand.
- 21 novembre : Nicolas Mahudel (mort en 1747), jésuite et médecin français.

## Décès

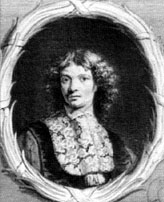
Reinier de Graaf

- 20 avril : Jean-Jacques Chifflet (né en 1588), médecin, antiquaire et archéologue français.
- 2 mai : Lemme Rossi (né en 1602), théoricien de la musique, philosophe et mathématicien.
- 6 mai : Werner Rolflinck (né en 1599), médecin, naturaliste, chimiste et botaniste allemand.
- 16 mai : Andreas Cassius (né en 1605), médecin et chimiste allemand.
- 17 août : Reinier de Graaf (né en 1641), médecin et anatomiste néerlandais.

- Simon Dejnev (né vers 1605), navigateur russe. En 1648, il double la péninsule tchouktche et atteint le cap qui désormais porte son nom, le cap Dejnev, point le plus oriental du continent asiatique, découvrant ainsi que l'Asie n'est pas reliée à l'Alaska.